# هاينز لورد
هاينز لورد (بالإنجليزية: Heinz Lord)‏ هو جراح أمريكي، ولد في 21 مارس 1917 في بيرو، وتوفي في 4 فبراير 1961 في شيكاغو في الولايات المتحدة.